# Pentagón Jr.
Pentagón Jr. (Ecatepec, Estado de México 26 de febrero de 1985) es un luchador profesional enmascarado mexicano. Actualmente trabaja para la empresa estadounidense WWE, donde se presenta en la marca Raw bajo el nombre de Penta. Ha trabajado para empresas nacionales e internacionales, destacando por su pasó en All Elite Wrestling (AEW), Lucha Libre AAA Worldwide (AAA), Consejo Mundial de Lucha Libre (CMLL), y Lucha Underground (LU).
Penta es tres veces Campeón Mundial al haber ostentado el Campeonato Mundial de Impact en una ocasión, y el Campeonato de Lucha Underground en dos oportunidades. Otros de sus logros incluyen un reinado como Campeón Mundial de Parejas Mixtas de AAA, tres como Campeón Mundial de Parejas de AAA, uno como Campeón Mundial en Parejas de AEW, uno como Campeón Mundial de Tríos de AEW, uno como Campeón Mundial en Parejas de PWG, uno como Campeón Mundial en Parejas de Impact, uno como Campeón Mundial en Parejas de la MLW, uno como Campeón Latinoamericano de AAA, y haber sido el ganador del torneo Rey de Reyes (2016).
Su verdadero nombre es desconocido, como suele suceder con los luchadores enmascarados en México, donde su vida privada se mantiene en secreto para los fanáticos. Se ha presentado con varios nombres, generalmente con variaciones del nombre Pentagón Jr. y de su frase «Cero Miedo», como Penta El 0M, Pentagón Dark, Penta El Cero Miedo, o Penta Oscuro.

## Primeros años
Pentagón Jr. nació el 26 de febrero de 1985 en Ecatepec de Morelos, Estado de México. Previo a su incursión deportiva, se desempeñó en diversos oficios, entre ellos el de cargador y vendedor de fruta en la central de abastos de su ciudad de origen, comentando: 

«Trabajé en la Central de Abastos de Ecatepec durante más de diez años, trabajaba en la nave A en la que llega la fruta y verdura de mayoreo. Descargaba trailers y tuvimos un puesto de fruta.»
Pentagón Jr. en una entrevista de 2024.

Su hermano menor, Rey Fénix, nació el 30 de diciembre de 1990. Ambos persiguieron carreras como luchadores profesionales y han trabajo en conjunto como los Lucha Brothers.

## Carrera

### Inicios (2004-2010)
Como Pentagón Jr. nunca ha sido desenmascarado en una lucha, no se sabe mucho sobre su formación profesional o vida personal más allá de lo que él mismo ha compartido, algo que es tradicional en la lucha libre mexicana. De acuerdo a Pentagón Jr., fue entrenado por Skayde y debutó profesionalmente como luchador en 2004, trabajando con el personaje enmascarado de «Zaius». Su primer combate verificado fue el 9 de abril de 2008, en el que hizo equipo con Soul Black, y perdieron contra sus hermanos, lucharon con los personajes enmascarados de Máscara Oriental y El Niño de Fuego. Ganó su primer título el 26 de julio de 2009, luego de derrotar Mesalla y ganar el Campeonato Intercontinental de WCW en una lucha de apuestas, en la que él puso su máscara en juego; se desconoce cuando o contra quién perdió el antedicho campeonato.

### Asistencia Asesoría y Administración/Lucha Libre AAA Worldwide (2010-2017)

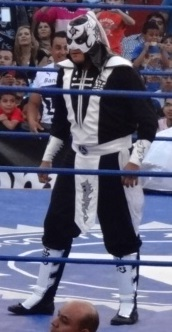
Pentagón, Jr. en Rey de Reyes antes de la primera eliminatoria del torneo Rey De Reyes 2013.

En 2010, hizo su debut en AAA trabajando con los nombres de Dark Dragon y Zairus. No obstante, cambió su nombre a Pentágon Jr. en Guerra de Titanes el 2 de diciembre, donde se unió a La Sociedad. El 17 de marzo de 2013, en Rey de Reyes, participó en el torneo de Rey de Reyes, pero fue derrotado en la primera ronda por El Mesías.
El 18 de agosto, en Héroes Inmortales VII, compitió en Héroes Inmortales, pero fue derrotado en la primera ronda por El Hijo del Fantasma.
El 17 de agosto de 2014, en Triplemanía XXII, participó en una lucha por el Campeonato de AAA Fusión y el Campeonato Mundial de Peso Crucero de AAA, pero el encuentro fue ganado por el El Hijo del Fantasma. Tiempo después, se unió a los Perros del Mal.
El 7 de diciembre, Pentagón Jr. y su nuevo compañero, Joe Líder, ganaron los Campeonatos Mundiales en Parejas de AAA tras derrotar a Los Güeros del Cielo (Angélico y Jack Evans) y Myzteziz y Fénix en un triangular de parejas. El 4 de octubre de 2015, en Héroes Inmortales IX, perdieron los títulos en una lucha contra Angélico y Evans. 
El 23 de marzo de 2016, ganó el torneo Rey de Reyes 2016. El 3 de julio, derrotó a Psycho Clown para ganar el Campeonato Latinoamericano de AAA. El 20 de enero de 2017, en Guerra de Titanes, perdió el campeonato ante Johnny Mundo, debido a una interferencia de Taya, siendo su última lucha en AAA.

### Lucha Underground (2014-2018)
En agosto de 2014, Pentágon fue anunciado como uno de los cinco luchadores de AAA que trabajarían en Lucha Underground, una nueva serie de televisión estadounidense de El Rey Network. Hizo su debut en el tercer episodio el 12 de noviembre, donde fue derrotado por su hermano, Fénix, en una lucha a tres bandas, que también incluyó a Drago.
El 4 de febrero de 2015, Pentágon comenzó una rivalidad contra Drago, rompiendo los brazos de su oponente; dedicando cada brazo roto como un sacrificio por su maestro desconocido. El 1 de abril de 2015, participó en un torneo para coronar a los primeros Campeonato por Tríos de Lucha Underground.
Tras la lucha, Pentágon intentó sacrificar a Sexy Star, pero fue detenido por el comentarista Vampiro. Posteriormente, Pentágon comenzó a atacar a Vampiro, diciendo que él iba a sacrificar a su amo. Durante Ultima Lucha el 5 de agosto de 2015, derrotó a Vampiro en una lucha de estipulación Cero Miedo. Luego del encuentro, Pentágon Jr. le rompió el brazo a Vampiro.
En la segunda temporada de estreno el 27 de enero, Pentágon atacó al Campeón de Lucha Undeground, Mil Muertes, tras su exitosa defensa contra Ivelisse.

### Circuito independiente (2017-2018)
El 21 de enero de 2017, un evento de la empresa The Crash compartió su nuevo nombre, Penta «Cero Miedo».
Pentágon debutó para Impact Wrestling en un evento promocional de dicha empresa contra Lucha Underground. Ganó un combate de tres hombres entre Rey Fénix y el Campeón Mundial de Impact Austin Aries. Penta luego fue anunciado como parte del evento de Redemption donde se enfrentaría a Fénix. Penta y Fénix fueron anunciados para enfrentar a Austin Aries en el Impact World Championship en Redemption. El 22 de abril, Penta derrotó a ambos, ganando su primer Campeonato Mundial de Impact.

### Regreso a AAA (2018-2024)

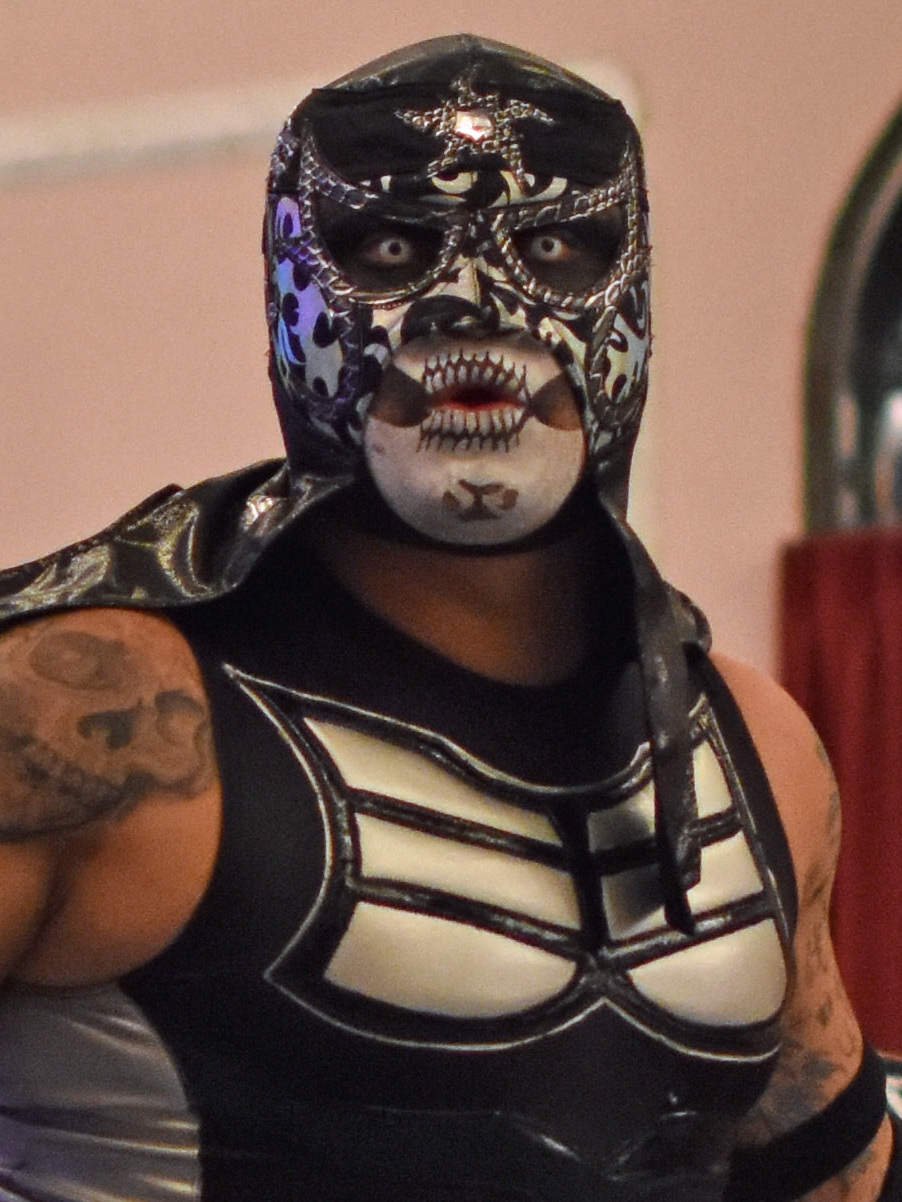
Fotografiado en 2018.

El 5 de junio de 2018, en conferencia de prensa, Pentagón Jr. fue anunciado como participante de la lucha de apuestas «Poker de Ases», que se llevaría a cabo en Triplemanía XXVI. En dicho evento, hizo su regreso a la empresa y se enfrentó a Psycho Clown, El Hijo del Fantasma y L.A. Park. El 2 de agosto, hizo equipo con L.A. Park para derrotar a Psycho Clown y a Pagano, siendo su primera victoria después de un año desde su salida en enero de 2017.
El 16 de marzo de 2019, volvió a AAA junto a su hermano Fénix en Rey de Reyes, en una lucha por los Campeonatos Mundiales en Parejas de AAA contra Los Mercenarios (El Texano Jr. & Rey Escorpión), en la que los Lucha Brothers ganaron los títulos por primera vez como equipo (siendo su segunda vez para Pentagón). Posteriormente, perdieron los campeonatos la misma noche ante los debutantes The Young Bucks (Matt Jackson & Nick Jackson), quienes representaban a All Elite Wrestling (AEW).

### Consejo Mundial de Lucha Libre (2018-2019)
A principios de 2018, Penta el Zero M luchó contra Carístico en el circuito independiente mexicano, luego de lo cual amenazó a Carístico con que "visitaría la casa de Carístico", haciendo referencia a la promoción del Consejo Mundial de Lucha Libre. El 29 de junio, Penta hizo una aparición sorpresa durante el evento principal del programa Super Viernes de CMLL como rudo, atacando a Carístico durante el combate.

### All Elite Wrestling (2019-2024)
Durante un evento independiente en Georgia, The Young Bucks hicieron acto de presencia para ofrecer a los Lucha Brothers un contrato con All Elite Wrestling (AEW), en una confrontación que terminó con un acuerdo verbal y un apretón de manos. Posteriormente, se reveló que Pentagón Jr. y Fénix habían acordado un acuerdo no exclusivo con AEW, debido a sus obligaciones legales con Lucha Underground.
El 7 de febrero de 2019, en el anuncio de boletos de All Elite Wrestling celebrado en el MGM Grand Pool Splash, en Las Vegas, Nevada, The Young Bucks estaban saliendo del escenario mientras tocaba la música de Lucha Brothers viendo a Pentagón Jr., y Fénix haciendo su primera aparición en la compañía. Los dos equipos se enfrentaron antes de que se produjera una pelea al ver a Pentagón golpear primero a Matt Jackson, mientras que Fénix eliminó a Nick Jackson con una súper patada. Pentagón luego procedió con Matt Jackson en el escenario, antes de realizar promociones y publicitarse para el próximo debut de Pay-Per-View para la compañía, Double or Nothing antes de salir del escenario.
El 4 de marzo de 2020, los Lucha Brothers formaron un trío junto a PAC conocido como «The Death Triangle», confirmando su heel turn. Hicieron su debut como equipo contra Joey Janela y el Private Party, derrotándolos. Sin embargo, con Pac atrapado en el Reino Unido, debido a restricciones de viaje por causa de la pandemia de COVID-19, luego formaron una alianza con Eddie Kingston, así como con The Butcher & The Blade. El 18 de noviembre de 2020, Penta y Fénix volvieron a dar la cara y revivieron su alianza "Death Triangle" con PAC después de salvarlo durante una paliza de Kingston, Butcher y Blade.
El 26 de julio de 2021, hizo equipo con su hermano Rey Fénix para derrotar a los miembros de The Dark Order (Alan "5" Angels y Preston "10" Vance) en una lucha por equipos en el programa Dark Elevation.
En el episodio del 23 de febrero de 2022 de Dynamite, se asoció con éxito con Pac para derrotar a Kings of the Black Throne (Brody King & Malakai Black). En el show de entrada de Revolution, él y Pac formarían equipo con Erick Redbeard en un combate de tríos contra House of Black (King, Malakai y Buddy Matthews), el cual perdieron. En el episodio del 7 de septiembre de 2022 de Dynamite, Penta ganaría el recientemente vacante Campeonato Mundial de Tríos de AEW con Pac y Fénix, derrotando a Best Friends.
El 17 de julio en Rampage, él y Fénix derrotaron a Private Party, siendo esta su última aparición en AEW. El 30 de noviembre de 2024, su contrato con AEW expiró.

### WWE (2025–presente)

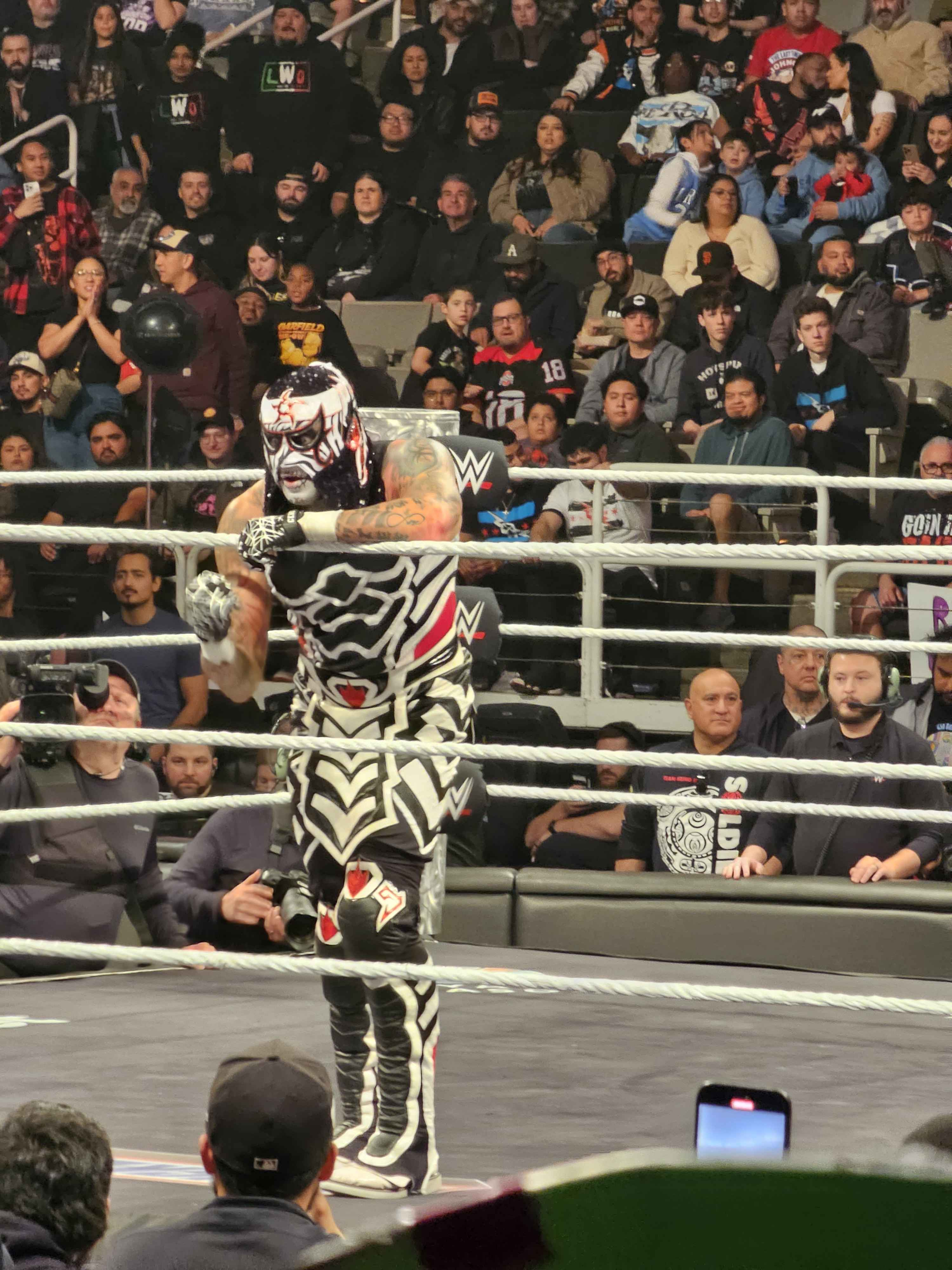
Penta fotografiado durante su debut en WWE, el 13 de enero de 2025.

El 6 de enero de 2025, en el primer episodio de Raw en Netflix, se emitió un video promocional anunciando su debut en WWE. El 13 de enero, la empresa oficializó la llegada del enmascarado lanzando mercancía suya en su página oficial. El mismo día, debutó en Raw bajo el nombre de Penta, derrotando a Chad Gable en un combate individual. El 1 de febrero, hizo su debut en Royal Rumble, participando con la segunda entrada. En la contienda, fue el luchador con más tiempo de duración con 42 minutos, y logró eliminar a Ludwig Kaiser antes de ser sacado por Finn Bálor.
El 20 de abril del 2025, Penta participó en la noche dos de WrestleMania 41en Las Vegas, Nevada, enfrentándose al campeón intercontinental Bron Breakker, Finn Balor y Dominik Mysterio en un Fatal 4 Way por el Campeonato Intercontinental. La victoria se la llevó Dominik Mysterio al pinear a Finn Balor para llevarse la victoria. 

## Vida personal
Está casado y tiene tres hijas.
Pentagón mantiene una amistad cercana con George Kittle de los San Francisco 49ers, a quien ha llegado a describir como su «mejor amigo» en los Estados Unidos. En sus celebraciones de victoria en la NFL, Kittle suele realizar el característico ademán de Penta, «Cero Miedo».
En mayo de 2024, abrió el restaurante de carnitas «Chanchos», localizado en Teotihuacán de Arista, Estado de México.

## Otros medios
Pentagón hizo su debut en los videojuegos como personaje jugable en AEW Fight Forever.

## Campeonatos y logros
- All Elite Wrestling

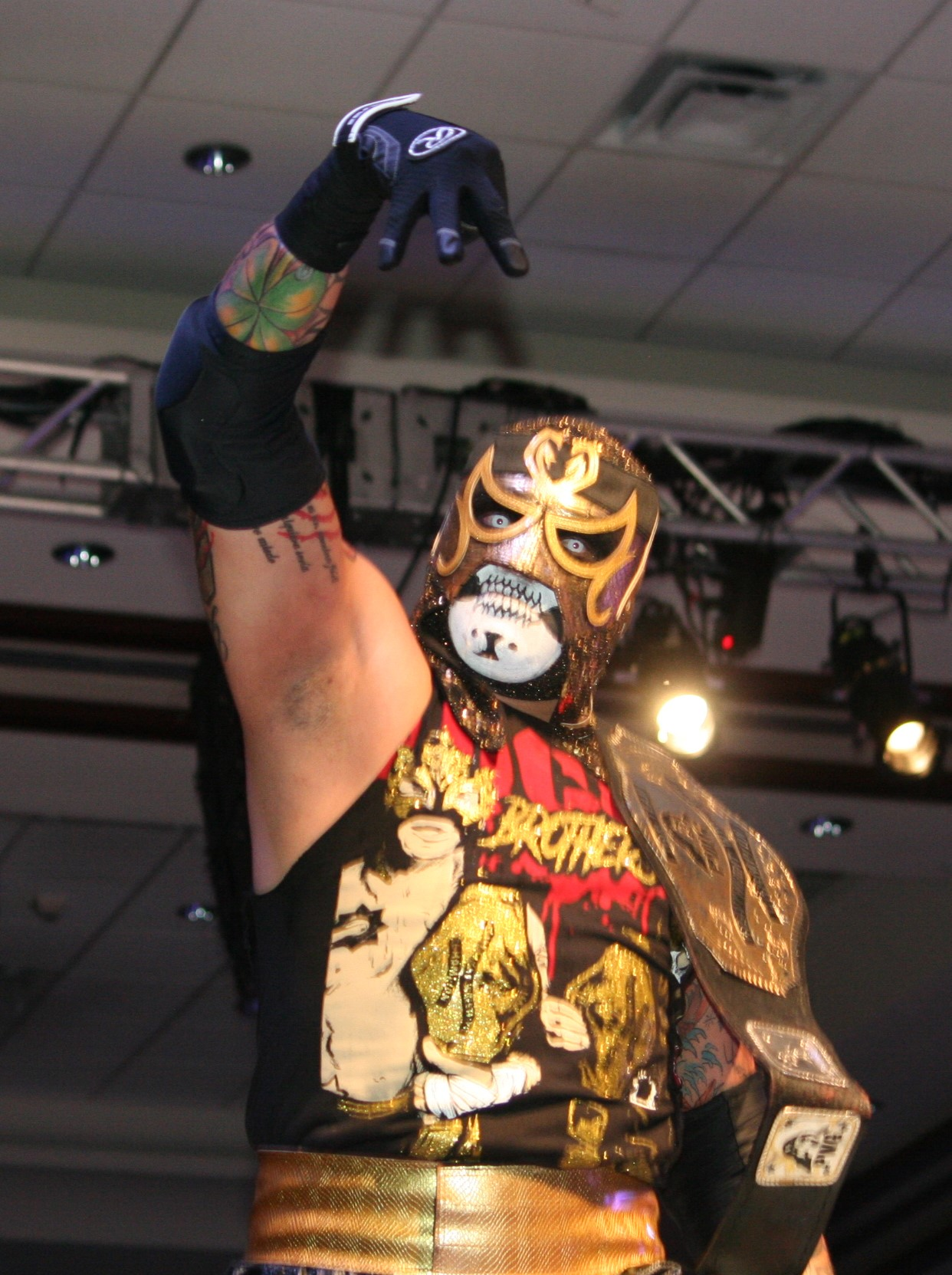
Pentagón es dos veces Campeón de Parejas de PWG.

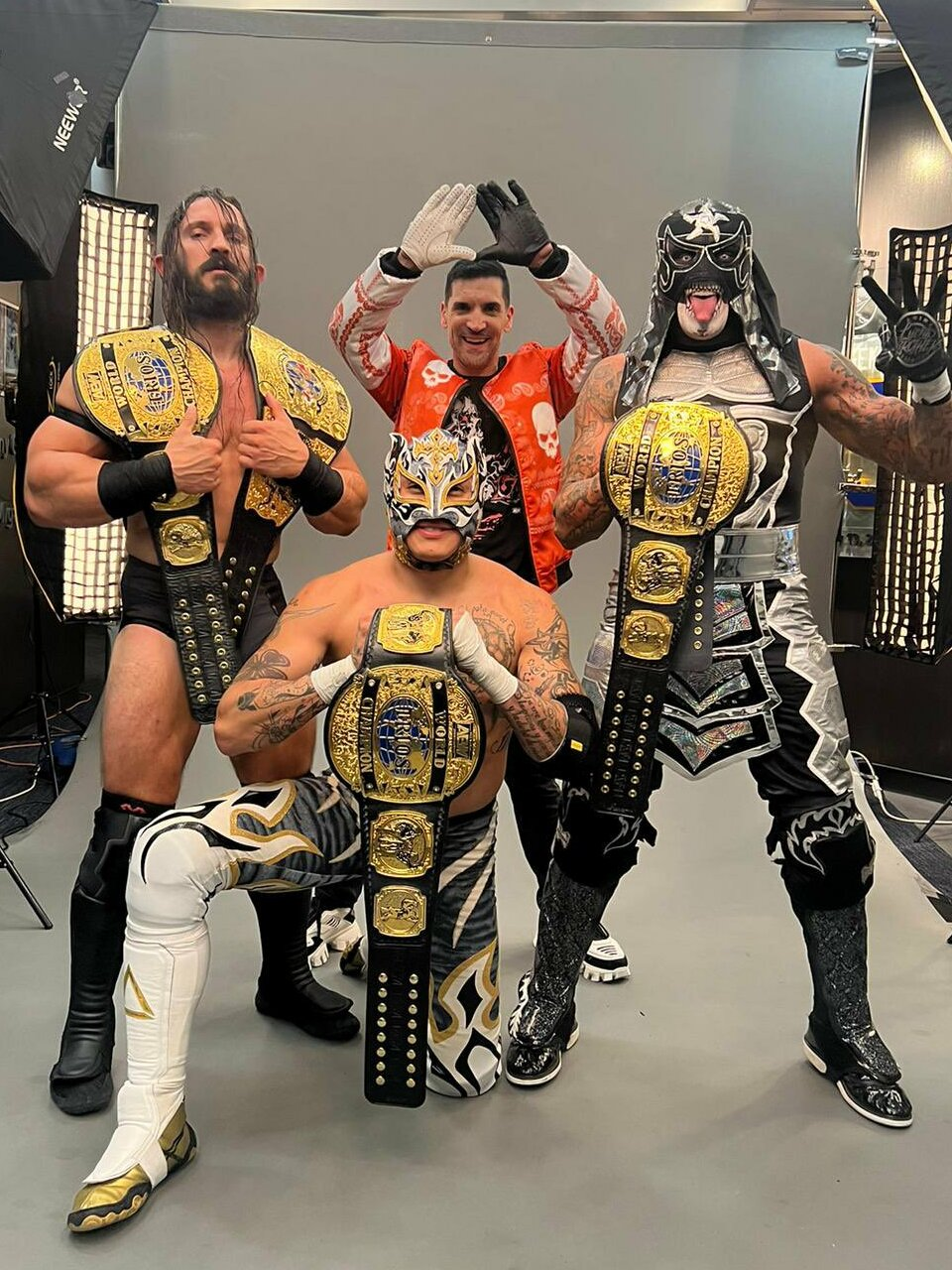
Penta El Zero M también ha sido Campeón Mundial en Parejas de AEW, como parte de Death Triangle.

  - AEW World Tag Team Championship (1 vez) – con Rey Fénix
  - AEW World Trios Championship (1 vez) – con PAC y Rey Fénix
  - Dynamite Award (1 vez)
    - Best Tag Team Brawl (2022) - Young Bucks vs Lucha Brothers, Steel Cage Match con Fénix

- All American Wrestling / AAW: Professional Wrestling Redefined
  - AAW Heavyweight Championship (1 vez)
  - AAW Heritage Championship (1 vez)
  - AAW Tag Team Championship (1 vez) – con Rey Fénix
  - Triple Crown Champion (Quinto)

- Fight Club: PRO
  - Dream Team Invitational (2019) – con Rey Fénix

- House of Glory
  - HOG Tag Team Championship (1 vez) - con Fénix

- Impact Wrestling
  - Impact World Championship (1 vez)
  - Impact World Tag Team Championship (1 vez) – con Fénix
  - IMPACT Year End Awards (2 veces)
    - Finisher of the Year (2018) – Pentagon Driver[38]
    - Match of the Year (2018) vs. Sami Callihan at Slammiversary XVI[39]

- Lucha Libre AAA Worldwide
  - Campeonato Latinoamericano de AAA (1 vez)[19]
  - Campeonato Mundial en Parejas Mixto de AAA (1 vez) – con Sexy Star[40]
  - Campeonato Mundial en Parejas de AAA (3 veces) – con Joe Líder (1) y Fénix (2)
  - Lucha Fighter (2020)
  - Lucha Libre World Cup (2023) - con Laredo Kid & Taurus
  - Rey de Reyes (2016)[18]
  - Rudo of the Year (2014, 2015)[41][42]

- Lucha Underground
  - Lucha Underground Gift of the Gods Championship (1 vez)[43]
  - Lucha Underground Championship (2 veces)[43]
  - Aztec Warfare IV

- Major League Wrestling
  - MLW World Tag Team Championship (1 vez) – con Rey Fénix

- Mexiko/Los Perros Del Mal
  - PDM Heavyweight Championship (2 veces)

- Pro Wrestling Guerrilla
  - PWG World Tag Team Championship (1 vez) – con Rey Fénix

- PCW Ultra
  - PCW Heavyweight Championship (2 veces)[44]

- Ring of Honor
  - ROH World Tag Team Championship (1 vez) – con Rey Fénix

- The Crash
  - Campeonato de Peso Crucero de The Crash (1 vez)
  - Campeonato en Parejas de The Crash (1 vez) - con Rey Fénix

- Wrestling Alliance Revolution
  - WAR World Tag Team Championship (1 vez) - con Rey Fénix

- Wrestling Superstar
  - World Submission Championship (1 vez)
  - Wrestling Superstar Tag Team Championship (1 vez) – con Eddie Edwards

- Xtreme Mexican Wrestling
  - XMW Tag Team Championship (1 vez) – con Fénix[45]

- Pro Wrestling Illustrated
  - Situado en el Nº28 en los PWI 500 de 2019[46]

- Wrestling Observer Newsletter
  - Equipo del año (2019) con Rey Fénix
  - Lucha 5.25 estrellas (2019) con Fénix vs. The Young Bucks (Matt Jackson & Nick Jackson) en All Out el 31 de agosto
  - Lucha 5.75 estrellas (2021) con Fénix vs. The Young Bucks (Matt Jackson & Nick Jackson) en All Out 2021 el 5 de septiembre
  - Lucha 5 estrellas (2021) con Fénix vs. Los Jinetes del Aire (El Hijo del Vikingo & Laredo Kid) en Héroes Inmortales XIV el 9 de octubre
  - Lucha 5 estrellas (2022) con Fénix vs. The Young Bucks (Matt Jackson & Nick Jackson) en Rampage #44 el 3 de junio
  - Lucha 5 estrellas (2022) con PAC & Rey Fénix vs. United Empire (Will Ospreay, Kyle Fletcher & Mark Davis) en Dynamite el 24 de agosto
  - Lucha 5 estrellas (2023) con PAC & Rey Fénix vs. The Elite (Kenny Omega & The Young Bucks) en Dynamite el 11 de enero
  - Lucha 5 estrellas (2025) vs. El Gran Americo vs. Dragon Lee en WWE Raw el 26 de Mayo

## Luchas de apuestas
| Ganador                   | Perdedor                  | Lugar                            | Evento                                | Fecha                 | Notas |
| ------------------------- | ------------------------- | -------------------------------- | ------------------------------------- | --------------------- | ----- |
| Zaius (máscara)           | Mesalla (campeonato)      | Ecatepec, Estado de México       | BJC Show                              | 26 de julio de 2009   |       |
| Sami Callihan (cabellera) | Pentagón Jr. (campeonato) | Berwyn, Illinois, Estados Unidos | Jim Lynam Memorial Tournament - Day 2 | 8 de octubre de 2016  |       |
| Pentagón Jr. (máscara)    | Sami Callihan (cabellera) | Toronto, Ontario, Canadá         | Slammiversary XVI                     | 22 de julio de 2018   |       |
| Pentagón Jr. (máscara)    | Villano IV (máscara)      | Ciudad de México                 | Triplemanía XXX: Ciudad de México     | 15 de octubre de 2022 |       |